# Гра Ендера
«Гра Е́ндера» (англ. Ender's Game) — науково-фантастичний роман Орсона Скотта Карда 1985 року. Українською перекладений 2013 року, що було приурочено до випуску екранізації книги.
Події відбуваються в майбутньому, 2135 року. Людство щойно пережило дві хвилі вторгнення інопланетної раси «жучар» (англ. buggers), лише дивом уникнувши загибелі. Усім зрозуміло, що третє вторгнення комахоподібних чужих стане останнім для людської раси. За таких умов відбувається гарячковий пошук найкращих представників людського генофонду — дітей 5-6 років — та їх повномасштабна підготовка до космічної війни. Серед цих дітей і головний герой книги — Ендрю Віггін, майбутній полководець об'єднаного флоту Землі і надія людства на порятунок.

## Сюжет
Під час вторгнення іншопланетян, прозваних жучарами, людям вдалося відбити напад на Землю, попри чисельну і технологічну перевагу ворога. Через 50 років на Землі діє спеціальна програма з відбору здібних до командування Міжнародним космічним флотом дітей. Саме їм належить очолити прийдешню війну з чужинцями.
За Ендрю Віггінсом спостерігають від народження через пристрій «монітор», вживлений у голову. Зрештою його оголошують «не видатним», видаляють пристрій стеження й відправляють додому. У школі до Ендера зачіпається однокласник Стілсон, Ендер відповідає на це жорстокою бійкою. Стілсон згодом помирає від травм, а Ендера знаходить офіцер Міжнародного космічного флоту Хайрам Графф. Він пояснює, що це було останнім випробуванням хлопчика: показати рішучість, знаючи, що за ним не слідкують. Графф забирає його до Бойової школи на орбіті Землі.
У Бойовій школі обдаровані діти тренуються і змагаються в ігрових боях. Ендер винаходить нові тактики, чим завойовує повагу учнів та інструкторів. Хлопчик отримує під командування власну «армію» з кількох десятків дітей, новачків і відсіяних з інших «армій». Завдяки тактичному мисленню він формує з них дієву групу, а інші діти-командири беруть його прийоми за приклад. Ендеру заздрить Бонзо де Мадрид і нападає на нього в душовій кімнаті, однак отримує відсіч і смертельну травму.
На Землі брат Ендера Пітер переконує сестру Валентину в неминучості світової війни після перемоги над жучарами. Він задумує домогтися влади над світом, щоб не допустити конфлікту. Для цього брат і сестра під псевдонімами Локкі й Демосфен публікують есе, що набуває популярності. Тріумвірат Міжнародного космічного флоту — Гегемон, Полемарх і Стратег — викривають авторів, але вирішують тримати їхні особи в таємниці.
Ендера переводять до Командної школи, минаючи Молодшу командну. Проте хлопчик зневірюється в своїх здібностях і лишається на Землі. Графф звертається до його сестри, Валентини, щоб та переконала брата продовжити навчання. Ендер вирушає до Командної школи, розташованої в поясі астероїдів. Там же міститься командний центр усього космічного флоту. Навчати Ендрю береться Мазер Ракхем — герой війни з іншопланетянами, який очолював переможну атаку на них. Він тренує хлопчика у віртуальній симуляції бою, де той командує людським кораблями, а Ракхем — жучарськими. Згодом до нього приєднуються друзі з Бойової школи, командуючи ескадрами, а випробування стають все важчими й важчими. Разом із симуляціями Ендер виснажується через кошмарні сни, де його мучать іншопланетяни. Зрештою це призводить до нервового зриву.
Мазер Ракхем повідомляє про останній екзамен, де Ендеру належить у симуляції очолити разом з дорослими офіцерами й чиновниками флоту атаку на планету жучар. У бою 80 людським кораблям протистоять 5000 ворожих. Знесилений Ендер вирішує зумисне провалити екзамен, відправивши кораблі на вірну смерть, виправдовуючи це захистом корабля із новітньою зброєю. Вона здатна знищити будь-яку матерію і після пожертвування кораблями, вистрілює, знищуючи ворожий флот і планету. Хлопчик зауважує незвичайну радість екзаменаторів. Ракхем пояснює — це була не симуляція, а справжній бій, де завдяки Ендеру загрозу жучар було відвернено раз і назавжди. На планеті містилися королеви жучар, які командували несвідомими організмами, і тепер ці чужинці не становлять загрози.
Ендер впадає в глибоку депресію, усвідомивши, що через нього загинуло багато людей і ціла цивілізація. Скоро він дізнається про швидку громадянську війну на Землі, зупинену завдяки його брату Пітеру. Тим часом Ендер здобуває славу, його бачать рятівником людства, але такої слави й постійної уваги до себе він не бажає. Граффа віддають під суд, коли стає відомо як жорстоко він виховував дітей. Самого ж Ендера політики розглядають як жертву Граффа, жорстокого вбивцю, впевненого в безкарності. Тепер Ендер не може повернутися додому, а повинен служити на флоті. Він разом з Валентиною і Ракхемом вирушає на колишню планету жучар, що готується до колонізації людьми. За земним часом політ туди триває 50 років, але за корабельним часом минає лише 2 роки, тож після повернення на Землі майже не лишиться відомих Ендеру людей.
Колонізація починається, планета підтримує обмежений зв'язок із Землею по ансіблю — миттєвій передачі даних. Ендер знаходить схований кокон королеви жучар. Королева вступає з ним у телепатичний контакт і пояснює якої помилки припустилася її раса. Жучари є колоніальними організмами, де мислять тільки королеви, і вони вважали, що люди такі самі. Вони запізно зрозуміли, що кожна людська особина наділена розумом, і припинили війну. Через користування телепатією, до якої більшість людей не здатні, королеви не могли пояснити, що не прагнуть винищення людей. Передбачаючи контратаку і перемогу людства, жучари лишили цей кокон і обрали Ендера для свого порятунку. Королева просить Ендера відвезти її на планету, де вона зможе відродити свою цивілізацію й помиритися з людьми.
Під враженням від цього откровення Ендер пише книгу «Королева вулика» про життя жучар, яку підписує псевдонімом «Голос тих, кого немає». Вона здобуває популярність та дає поштовх до виникнення нової релігії, яка проголошує, що життя з усіма його радощами і бідами варте того, аби жити. Валентина пише свою книгу про війну, а Пітер стає гегемоном Землі. Ендер вантажить кокон королеви на корабель і відлітає на пошуки придатної для неї планети.

## Цитати
« — Полковнику Графф, ця гра завжди велась чесно. Зірки розташовуються симетрично, щоб ні в кого не було переваги.
 —Чесність — це чудове поняття, майоре Андерсен. Шкода, що воно немає жодного стосунку до війни.»
(діалог наставників Ендера)
« — Смішно, чи не так? Що Пітер урятував мільйони життів?
 —Тоді як я загубив мільярди.»
(діалог Ендера з Валентиною)

## Особливості персонажів
- Ім'я Ендер символічне — це дещо видозмінене католицьке ім'я Ендрю. «Ендер» з англійської означає «той, що закінчує», «фінішер». Якщо виникає небезпека, хлопчик не просто долає її, а усуває раз і назавжди. Двічі за свою дитячу кар'єру бійця Ендер убиває більших і сильніших хлопців, що намагалися підкорити його собі. Під час вторгнення жучар Ендер не просто перемагає, а знищує ворога.
- Окрім Ендера Кард створив ще два цікаві образи. Ендер — «третя дитина», що не було нормою в описаному суспільстві. Його старший брат і сестра теж розглядалися кандидатами в Бойову школу, оскільки мали всі задатки геніальності. Однак, старшого брата забракували з огляду на його схильність до надмірної жорстокості, а сестру — з огляду на підвищену емпатію. Батькам дозволили завести третю дитину, сподіваючись на збалансованіший характер. Цікаво те, що надмірно жорстокий старший брат став гегемоном Землі й відзначався гуманною політикою, а збалансованіший Ендер винищив чужу цивілізацію.

## Створення і продовження
Орсон Скотт Кард написав оповідання «Гра Ендера» 1977 року. За нього він отримав премію Джона Кемпбела як найкращий дебютант. Через кілька років, працюючи над романом «Голос тих, кого немає», письменник побачив, що йому не вистачає харизматичного головного героя. У результаті, як передісторію він обрав уже написане оповідання «Гра Ендера», яке було перероблено на роман. За іронією долі саме цей роман приніс автору світову славу. Орсон Скотт Кард отримав «дубль» літературних премій «Г'юґо» та «Небюла» два роки поспіль. Спочатку — за «Гру Ендера», потім — за «Голос тих, кого немає». Це досягнення залишається унікальним.
Дія роману «Голос тих, кого немає» (англ. Speaker for the Dead, 1986) відбувається через 3000 років після подій, описаних у першій частині циклу («Гра Ендера»), однак головний герой у них спільний — це стає можливим завдяки релятивістському уповільненню часу. Ці твори заснували серію «Ігор Ендера», яка охоплює війну з прибульцями до народження Ендера, його пригоди, видані в оригінальному романі, та події далекого майбутнього, до яких він виявився причетним.
Роман рекомендовано до прочитання в багатьох навчальних закладах світу. Зокрема, в Університеті морської піхоти в Квантіко, США — як посібник із психології лідерства[джерело?].

## Нагороди
Премії Г'юґо (1986) та Небюла (1985) у номінації «Найкращий роман».

## Переклади
Роман перекладено 32-ма мовами, зокрема такими:
- Угорською: Végjáték, 1991.
- Данською: De tactiek van Ender.
- Естонською: Enderi mäng , 2000.
- Івритом
- Іспанською: El juego de Ender .
- Італійською: Il gioco di Ender .
- Китайською: ,2003.
- Корейською: 1992, 2000
- Німецькою: Das große Spiel 1986, 2005.
- Норвезькою: Enders spill , 1999.
- Польською: Gra Endera .
- Португальською: O jogo do exterminador.
- Російською: Игра Эндера 1995, 1996, 2002, 2003
- Румунською: Jocul lui Ender .
- Тайською: 2007.
- Українською: Гра Ендера 2013.
- Фінською: Ender, 1990.
- Французькою: La Stratégie Ender, 1996, 1999, 2000, 2001.
- Хорватською: Enderova igra , 2007.
- Чеською: Enderova Hra .
- Шведською: Enders spel , 1991, 1998.
- Японською , 1987.

## Фільм
2003 року права на екранізацію книги придбала компанія Warner Brothers. Було написано одразу кілька сценаріїв, зокрема, і за участі самого автора книги. У 2005 році Орсон Скотт Кард повністю переписав сценарій. За його словами, туди були також включенні певні елементи з книги «Тінь Ендера». На літо 2007 року процес виробництва фільму перейшов у фазу «pre-production».
Фільм, знятий режисером Гевіном Гудом, вийшов на екрани 2013 року. Роль Ендера Віггіна зіграв Аса Баттерфілд.